# Kamenín
Kamenín é um município da Eslováquia, situado no distrito de Nové Zámky, na região de Nitra. Tem 28,04 km² de área e sua população em 2018 foi estimada em 1.457 habitantes.

## Demografia
| Ano:        | 1994 | 2004   | 2014   | 2024   |
| ----------- | ---- | ------ | ------ | ------ |
| Broj ljudi: | 1540 | 1502   | 1487   | 1438   |
| Razlika:    |      | -2,46% | -0,99% | -3,29% |

| Ano:               | 2023 | 2024   |
| ------------------ | ---- | ------ |
| Número de pessoas: | 1450 | 1438   |
| Diferença:         |      | -0,82% |